# 赤狩り
赤狩り（あかがり、英: Red Scare）は、政府が国内の共産党員およびそのシンパ（sympathizer：同調者、支持者）を、公職を代表とする職などから追放すること。第二次世界大戦後の冷戦を背景に、主にアメリカ合衆国とその友好国である西側諸国で行われた。

## 概要
ローゼンバーグ事件に代表される共産主義者による深刻な諜報活動に加え、1946年からの東欧における、また1949年の中国大陸における国共内戦の末の共産主義政権の成立、1948年から1949年にかけてのベルリン封鎖、および1950年から1953年の朝鮮戦争におけるソビエト連邦や中華人民共和国からの圧迫により高まった緊張に対して増大する懸念に合わせたものである。この場合の「赤」は共産党およびその支持者を指す。日本語の名称である赤狩りに対応する英語の名称Red Scareは"共産主義の恐怖"の意味であり、増大していた共産主義者の活動に対する強い懸念を示している。
連合国の占領下の日本においてマッカーサーの指令で行われたそれは、レッドパージの項を参照。
日本では、赤狩りの他に、日本語でレッド・パージ （英語での Red Purge に由来）と言う場合もある。

## マッカーシズム

### マッカーシーと非米活動委員会

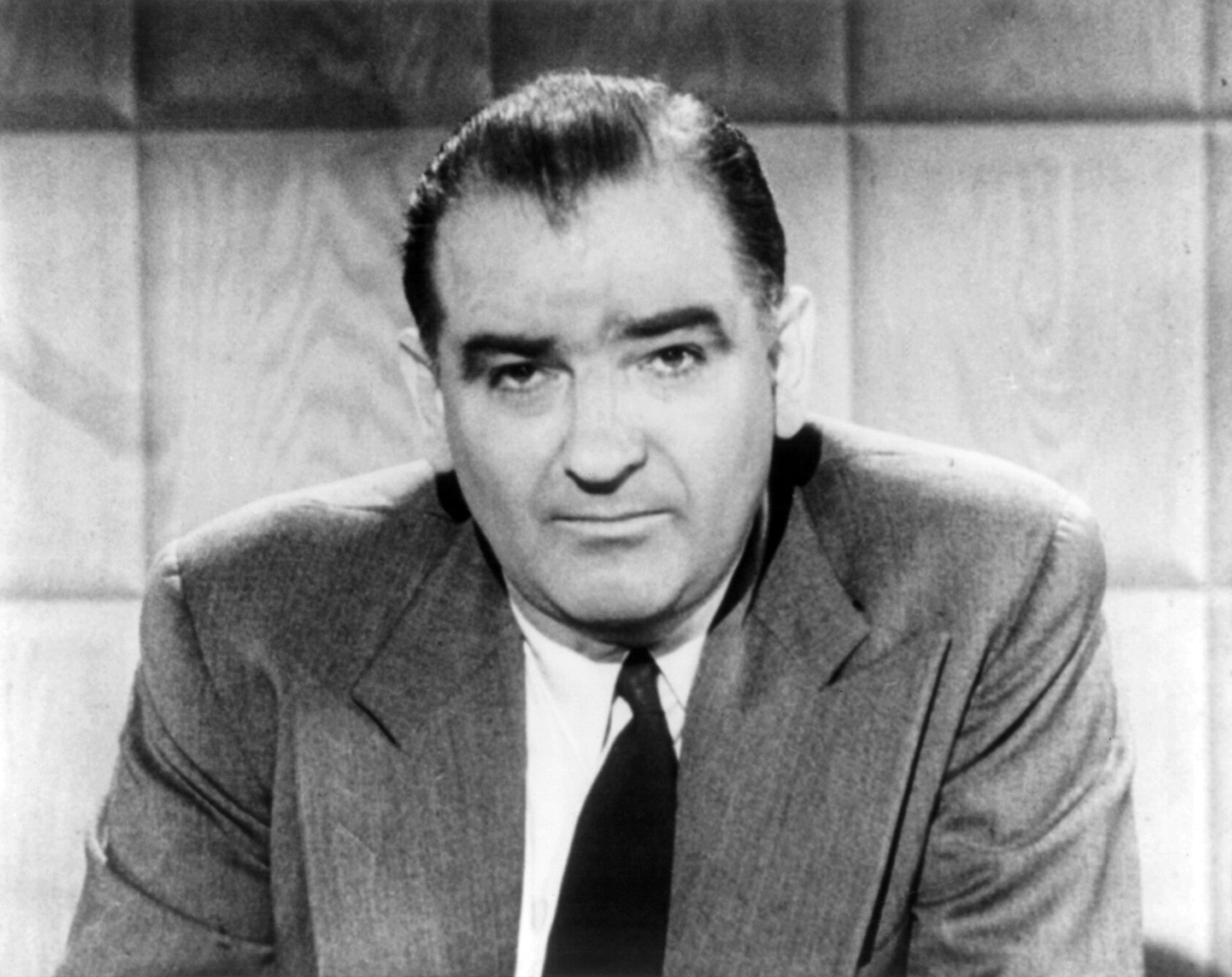
ジョセフ・マッカーシー

マッカーシズムは、第二次世界大戦後の冷戦初期、1948年頃より1950年代前半にかけて行われたアメリカにおける共産党員、および共産党シンパと見られる人々の排除の動きを指す。
1953年より上院政府活動委員会常設調査小委員会の委員長を務め、下院の下院非米活動委員会とともに率先して「赤狩り」を進めた共和党右派のジョセフ・マッカーシー上院議員の名を取って名づけられた。マッカーシーに協力した代表的な政治家は、リチャード・ニクソンとロナルド・レーガンである。

### 影響
マッカーシーらに「共産主義者」や「ソ連のスパイ」、もしくは「その同調者」だと糾弾されたのは、アメリカ政府関係者やアメリカ陸軍関係者だけでなく、ハリウッドの芸能関係者や映画監督、作家、さらにはアメリカの影響が強い同盟国であるカナダ人やイギリス人、日本人などの外国人にまで及び、「赤狩り」の影響は西側諸国全体に行き渡ることになる。
なかでも影響が大きかったのが国務省において東アジア外交を担当していたチャイナ・ハンズと呼ばれる外交官だった。当時中国について豊富な知見を有したものの、第二次世界大戦の対日戦において中国共産党軍を支援するなど共産主義者との接触があったこれらの大半が、その過去の経歴と、その後中国国民党が中国共産党に敗北した責任を問われて免職された。その結果、国務省の東アジア局から対中国専門家が一掃された。
その後の対中国の外交政策の穴を埋めたのは欧州専門の外交官達で、彼らの多くは日本や東南アジア諸国などの同盟国はおろか、中華民国政府統治下の中国大陸にも一度も足を運んだことが無かった。この「アジア専門家の空白」が、後にアメリカをしてアジア外交を誤らせ、泥沼のベトナム戦争にアメリカを引きずり込んだ遠因となったとバーバラ・W・タックマンやデービッド・ハルバースタムはその著書に書いているが、これには異論も多い。
「共産主義者」の追放という大義名分を笠に着たマッカーシー議員や、その右腕となった若手検察官のロイ・コーンなどによる、偽の「共産主義者リスト」の提出に代表される様な様々な偽証や事実の歪曲や、容疑者に対する自白や協力者の告発、密告の強要までを取り入れた強引な手法が、マスコミや野党である民主党から大きな反感を買うことになる。
また、チャールズ・チャップリンやダルトン・トランボを始めとした優れたハリウッド関係者も追放されたり、偽名などでの活動を余儀なくされた。この事はハリウッドを始めとするエンターテインメント業界が共和党のライバルである民主党を支持している者が多い一因にもなっている。

### 終焉

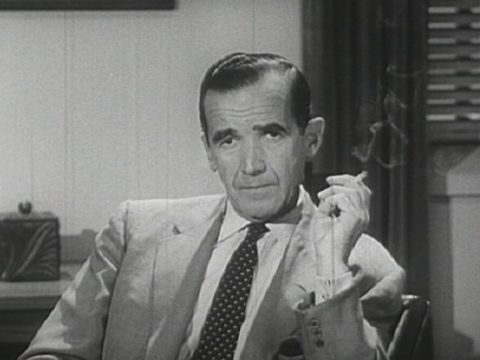
エドワード・R・マロー

当初はマッカーシーの強硬な姿勢が国民から大きな支持を受けたものの、マスコミをはじめ政府、軍部内にマッカーシーに対する批判が広がる中、1954年3月9日には、ジャーナリストのエドワード・R・マローにより、自らがホストを務めるCBSのドキュメンタリー番組「See it Now」の特別番組内で、違法な手法で「赤狩り」を進めるマッカーシーに対する批判キャンペーンを行ったことを皮切りに、国民の間にも広くマッカーシーに対する批判が広がる。
その様な中で政府、軍部内にもマッカーシーに対する批判が広がり、同年の12月2日に、上院は65対22でマッカーシーに対して「上院に不名誉と不評判をもたらすよう行動した」として事実上の不信任を突きつけ、ここに「マッカーシズム=アメリカにおける赤狩り」は終焉を迎えることになる。

### その後の経過
マッカーシズムが吹き荒れた中で、自らが標的となることに対する恐怖によって、アメリカ国内におけるマスコミの報道や表現の自由に自主規制がかかったことや、同じ理由から告発や密告が相次いだことなどから、多くの人々に対して大きなダメージを与えた。また、第二次世界大戦前後を通じてアメリカが掲げた「自由主義で民主主義の国」という言葉に対し、国内外から多くの疑問が呈されたが、この事件は最終的に自浄作用によって終焉を迎えた。

### 告発・密告者

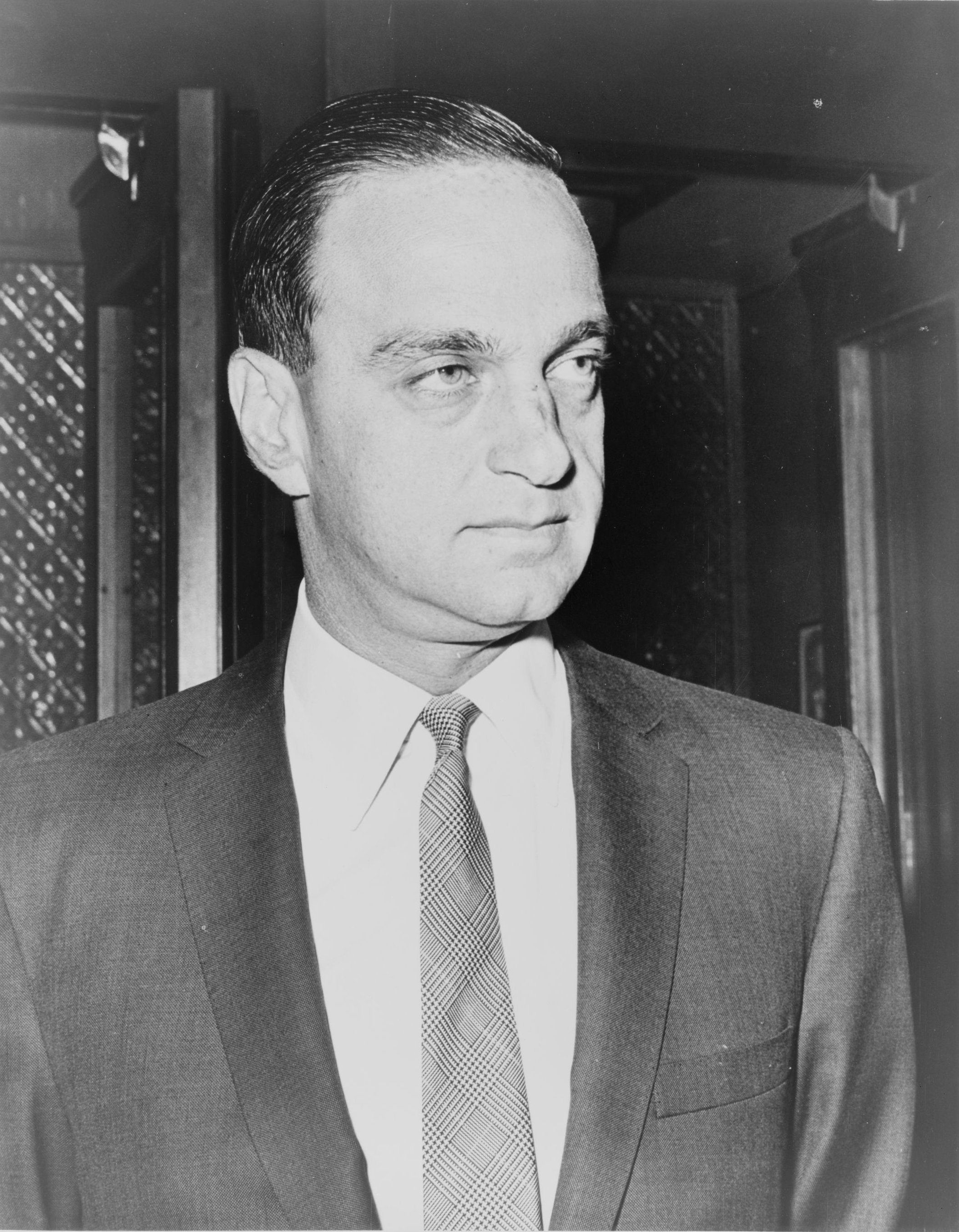
ロイ・コーン

- ロイ・コーン
- ロナルド・レーガン
- リチャード・ニクソン
- エリア・カザン
- ゲイリー・クーパー
- ウォルト・ディズニー

### 容疑者
- ロバート・オッペンハイマー
- オーエン・ラティモア（Owen Lattimore）
- ヴィクター・バーガー
- アーヴィング・ペレス（Irving Peress）
- ハリウッド・テン
- チャーリー・チャップリン
- ジュリアス・ローゼンバーグ（Julius Rosenberg） - ローゼンバーグ事件参照
- エセル・ローゼンバーグ（Ethel Greenglass Rosenberg） - ローゼンバーグ事件参照
- ウィリアム・レミントン（William Remington）
- エドガートン・ハーバート・ノーマン
- ジョン・ガーフィールド
- ダシール・ハメット
- ジョン・ヒューストン
- ウィリアム・ワイラー

## レッドパージ
レッドパージ（Red purge）は、第二次世界大戦後の1950年当時、アメリカ軍を中心とした連合国軍占領下の日本においてマッカーサーGHQ総司令官の指令により、共産党員とシンパ（同調者）が公職や企業から次々に追放された動き。1万を超える人々が職を失ったと言われる。なお、アメリカ本国での共産主義者追放を指す場合には「レッド・パージ」とは言わない。

### 考えられる原因
- GHQの急激な民主化政策
  - ソ連などの共産主義国からの支援を受けた日本共産党や日本社会党など左派政党の勢力増大
  - 労働運動が過激化
- 中国の国共内戦で中国共産党が勝利し、中華人民共和国の設立
- 朝鮮半島で戦争の危険性が高まったことと、その後の朝鮮戦争の勃発
- 下山事件、三鷹事件、松川事件（国鉄三大ミステリー事件）に日本共産党や労働組合関係者の関与が疑われ[注釈 1]、共産党によるテロ・破壊活動であると宣伝される

## 赤狩りを扱った作品
- 戯曲『るつぼ』（1692年のセイラム魔女裁判という事件を題材に、赤狩りが横行していた執筆当時1953年の世相をなぞらえた戯曲。作・アーサー・ミラー。1957年に『サレムの魔女』、1996年に『クルーシブル』として映画化）
- 映画『追憶』（1973年）
- 映画『ウディ・アレンのザ・フロント』（1976年）
- 映画『真実の瞬間』（1991年）
- テレビ映画『虚偽 シチズン・コーン（Citizen Cohn）』（別邦題：赤狩り/マッカーシーの右腕と呼ばれた男）（1992年）
- 映画『マジェスティック』（2001年）
- 映画『グッドナイト&グッドラック』（2005年）
- 映画『インディ・ジョーンズ/クリスタル・スカルの王国』（2008年）
- 映画『トランボ ハリウッドに最も嫌われた男』（2015年）
- 映画『オッペンハイマー』（2023年）
- 漫画『赤狩り THE RED RAT IN HOLLYWOOD』（山本おさむ）